# SN 1992am
SN 1992am – supernowa typu II-P odkryta 26 lipca 1992 roku w galaktyce PGC0005247. W momencie odkrycia miała maksymalną jasność 18,50m.